# سيريس للسيارات

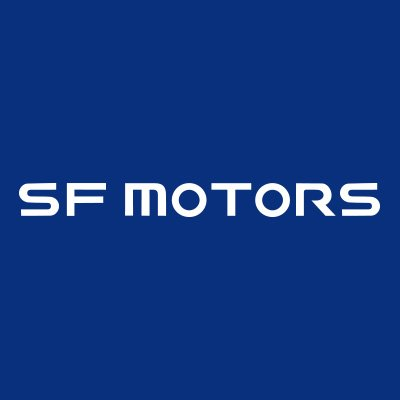
الشعار المستخدم باسم إس إف موتورز خلال الفترة 2016-2018

سيريس (بالإنجليزية: Seres) (المعروفة سابقًا باسم إس إف موتورز (بالإنجليزية: SF Motors)) هي علامة تجارية للسيارات الكهربائية يتم تسويقها بواسطة مجموعة سيريس (سابقًا مجموعة تشونغتشينغ سوكون الصناعية (بالإنجليزية: Chongqing Sokon Industry Group)). العديد من الشركات التابعة لها تحمل أيضًا اسم "سيريس".
شركة سيريس للسيارات المحدودة (بالإنجليزية: Seres Automobile Co., Ltd.) (بالصينية: 赛力斯汽车有限公司) المعروفة سابقًا باسم شركة تشونغتشينغ جينكانغ الطاقة الجديدة للسيارات المحدودة (بالإنجليزية: Chongqing Jinkang New Energy Automobile Co., Ltd.) هي شركة فرعية للبحث والتطوير والتصنيع مقرها في الصين.
شركة تابعة أمريكية، شركة إس إف موتورز، تسمى أحيانًا سيريس، يقع مقرها الرئيسي في سانتا كلارا، كاليفورنيا، وتمثل أعمال شركة جينكانج للسيارات الطاقة الجديدة في الولايات المتحدة. أنشأت شركة شركة إس إف موتورز العديد من مرافق البحث والتطوير وهي الآن بصدد تصميم وإنتاج خط سيارات كهربائي مقره الولايات المتحدة. وأجلت الشركة إطلاق منتج أمريكي وسرحت مئات العمال، بما في ذلك 90 شخصًا في استوديو التصميم الخاص بها. تتعاون الشركة مع عدد من موردي السيارات والتكنولوجيا.

## في الصين

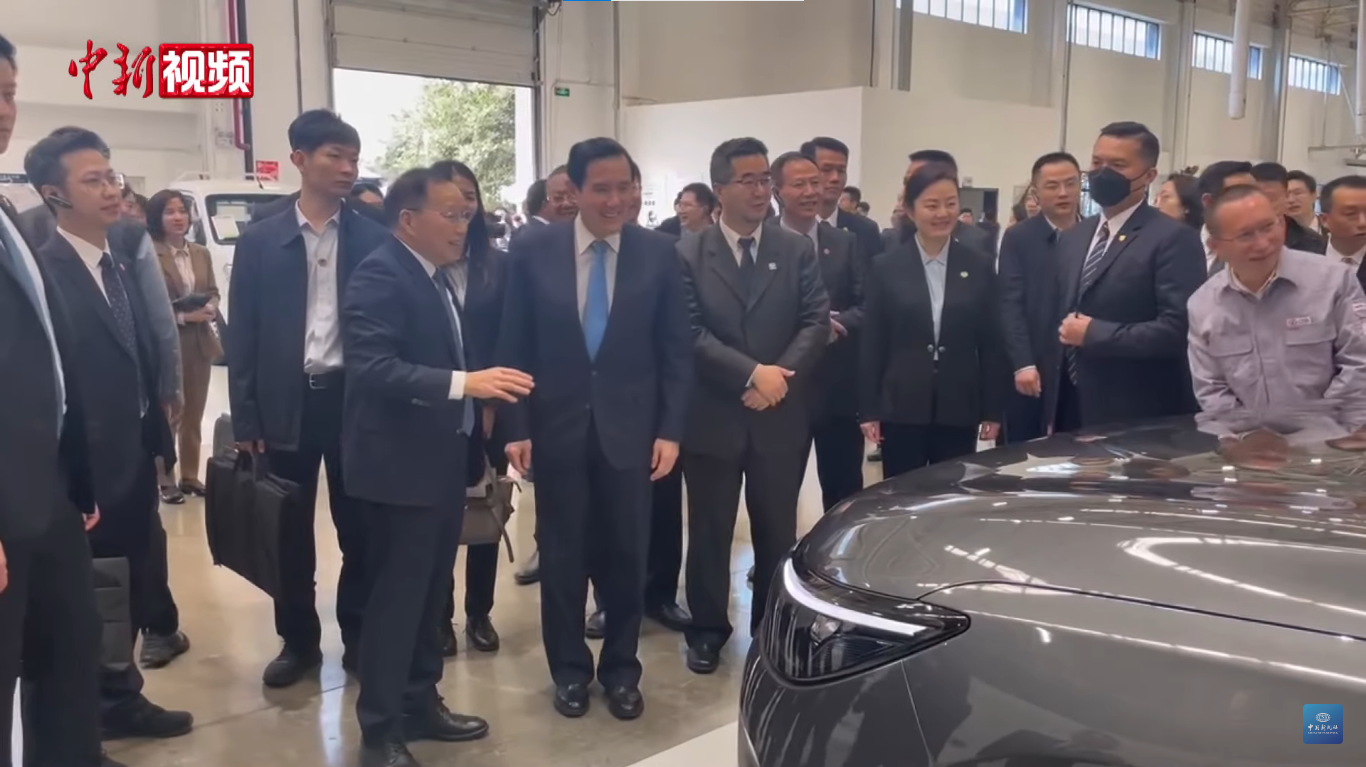
ما ينج-جيو يزور مصنع سيريس في الصين

### الجدول الزمني
- في أبريل 2021، أطلقت سيريس طراز إس إف 5 المحدث، لتبدأ شراكة مع هواوي، التي شاركت في تطوير السيارة، وتبيع السيارات من خلال متاجر هواوي.[11][12] ووفقا لمصادر نقلتها رويترز، كانت هواوي تتطلع إلى الاستحواذ على شركة سيريس من شركتها الأم تشونغتشينغ سوكون، لكن هواوي نفت وجود خطط لمثل هذا الاستحواذ.[13]
- في مارس 2023، تم تغيير العلامة التجارية لعلامة أيتو التجارية إلى هواوي أيتو لفترة قصيرة[14] قبل أن تصدر هواوي أنه ستتم إزالة جميع المواد الترويجية المتعلقة بشركة هواوي في 1 أبريل من متاجر أيتو.[15]

## شركة إس إف موتورز

### مرافق التصنيع/البحث والتطوير
تأسست شركة إس إف موتورز في سانتا كلارا، كاليفورنيا في يناير 2016 كشركة تركز على إنتاج السيارات الكهربائية. في أوائل عام 2017، حصلت الشركة الأم لشركة إس إف موتورز، مجموعة سوكون الصناعية، على تصاريح إنتاج من الحكومة الصينية لإنتاج السيارات الكهربائية.
أنشأت الشركة
سبع منشآت للبحث والتطوير في أربعة بلدان، بما في ذلك الولايات المتحدة والصين وألمانيا، مع بدء تشغيل اليابان قريبًا. إلى جانب إنشاء مركز للبحث والتطوير في منطقة آن أربور في ميشيغان؛ تتعاون سيريس أيضًا مع مركز الابتكار إمسيتي التابع لجامعة ميشيغان، والمخصص لقيادة التحول إلى المركبات المتصلة والآلية. استضافت شركة إس إف موتورز أول ندوة للقيادة الذاتية في جامعة ميشيغان-سوكون في أغسطس 2017.
في عام 2017، أكملت شركة إس إف موتورز الاستحواذ على إيه إم جنرال مصنع التجميع التجاري في ميشاواكا بولاية إنديانا، مما يجعلها شركة السيارات الكهربائية الوحيدة في ذلك الوقت التي تمتلك مرافق تصنيع في كل من الولايات المتحدة والصين. وسيكون أول مصنع في الولايات المتحدة مملوك بالكامل لشركة إس إف موتورز. تتضمن عملية الاستحواذ الاحتفاظ بحوالي 430 موظفًا في المنشأة الذين ساعدوا سابقًا في بناء مركبات لكل من مرسيدس بنز وهامر.

### الجدول الزمني

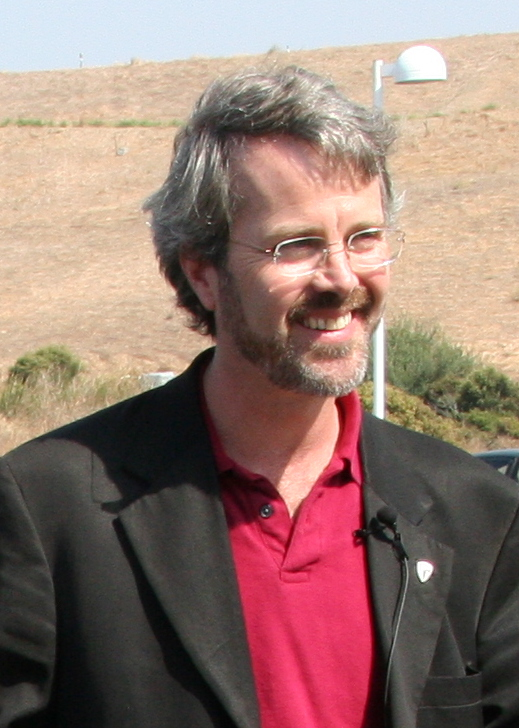
كبير العلماء مارتن إيبرهارد.

- 28 يناير 2016 — تأسست إس إف موتورز في وادي السيليكون، كاليفورنيا.
- سبتمبر 2016 — انضم مارتن إيبرهارد، المؤسس المشارك لشركة تسلا، إلى إس إف موتورز كمستشار استراتيجي.
- يناير 2017 — حصلت الشركة الأم لشركة إس إف موتورز (مجموعة سوكون الصناعية) على تصريح إنتاج من الحكومة الصينية لإنتاج السيارات الكهربائية.
- مارس 2017 — افتتحت إس إف موتورز مقرها الرئيسي في وادي السيليكون. يحتوي المبنى على جراج مزود بمحطات شحن للسيارات الكهربائية.
- أبريل 2017 — أعلنت الشركة الأم لشركة إس إف موتورز، وسوكون موتورز، وجامعة ميشيغان عن خطط لإنشاء مركز أبحاث ميشيغان-سوكون.
- يونيو 2017 — أعلنت إس إف موتورز عن خططها للاستحواذ على مصنع تجميع السيارات التجاري في ميشاواكا، بولاية إنديانا، من إيه إم جنرال حيث تم تصنيع سيارات همر إتش 2 إس يو في سابقًا.[19]
- يوليو 2017 — استضافت إس إف موتورز أول اجتماع للشراكة العالمية في مقرها الرئيسي في وادي السيليكون.
- يوليو 2017 — أنشأت إس إف موتورز مركزًا لأبحاث القيادة الذكية في بكين.
- أغسطس 2017 — استضافت إس إف موتورز أول ندوة للقيادة الذاتية في جامعة ميشيغان-سوكون.
- سبتمبر 2017 — حصلت الشركة الأم لشركة إس إف موتورز على إذن من الحكومة الصينية لإصدار سندات قابلة للتحويل بقيمة تصل إلى 1.5 مليار يوان صيني لشركة إس إف موتورز.
- أكتوبر 2017 — أعلنت إس إف موتورز عن استحواذها على شركة إنفيت، وهي شركة ناشئة تعمل في مجال تركيب بطاريات السيارات الكهربائية برئاسة مارتن إيبرهارد، رائد الصناعة والمؤسس المشارك لشركة تسلا، الذي انضم إلى الشركة بصفته كبير العلماء ونائب رئيس مجلس إدارة إس إف موتورز.[20]
- مارس 2018 — تكشف إس إف موتورز عن سياراتها، وهما مركبتان رياضيتان متعددتي الاستخدامات تعملان بالكهرباء بالكامل، وهما إس إف 5 المدمجة وإس إف 7 متوسطة الحجم.[21]
- يوليو 2019 — تم إيقاف خطط تجميع أول سيارة للشركة، وهي سيارة دفع رباعي تسمى إس إف 5، في السوق الأمريكية. تستمر خطط تجميع وبيع إس إف 5 في الصين دون تغيير. تم الإعلان عن تسريح العمال في مقر الشركة في كاليفورنيا.[22]
- وفي الشهر نفسه، ذكرت أوتوكار أن الشركة كانت تبحث عن شركاء بريطانيين لتصنيع السيارات الكهربائية لشركة إس إف موتورز. ستعمل إس إف موتورز كمورد وستوفر المحركات الكهربائية وحزم البطاريات لأي شركاء محتملين.[23]

### القيادة
- جون تشانغ — الرئيس التنفيذي
- ييفان تانغ — مدير التكنولوجيا

## المنتجات

### سيريس
سيريس هي علامة تجارية للسيارات الكهربائية يتم تسويقها بواسطة مجموعة سيريس. منذ عام 2023، تحولت العلامة التجارية سيريس إلى علامة تجارية تركز على التصدير بينما أصبحت أيتو علامة تجارية محلية فقط.
- سيريس 7/إم 7 (قادم)، سيارة الدفع الرباعي متوسطة الحجم، أعيدت تسميتها أيتو إم 7.
- سيريس إس إف 5/ايه 5/5/إم 5 (2019 إلى الوقت الحاضر)، سيارة الدفع الرباعي المدمجة.
- سيريس 3/إي3 (2020 إلى الوقت الحاضر)، سيارة الدفع الرباعي المدمجة، أعيدت تسميتها فينغون إي 3.[25][26]
- سيريس إي 1 (2023 إلى الوقت الحاضر)، سيارة المدينة، أعيدت تسميتها فينغون ميني إي في.

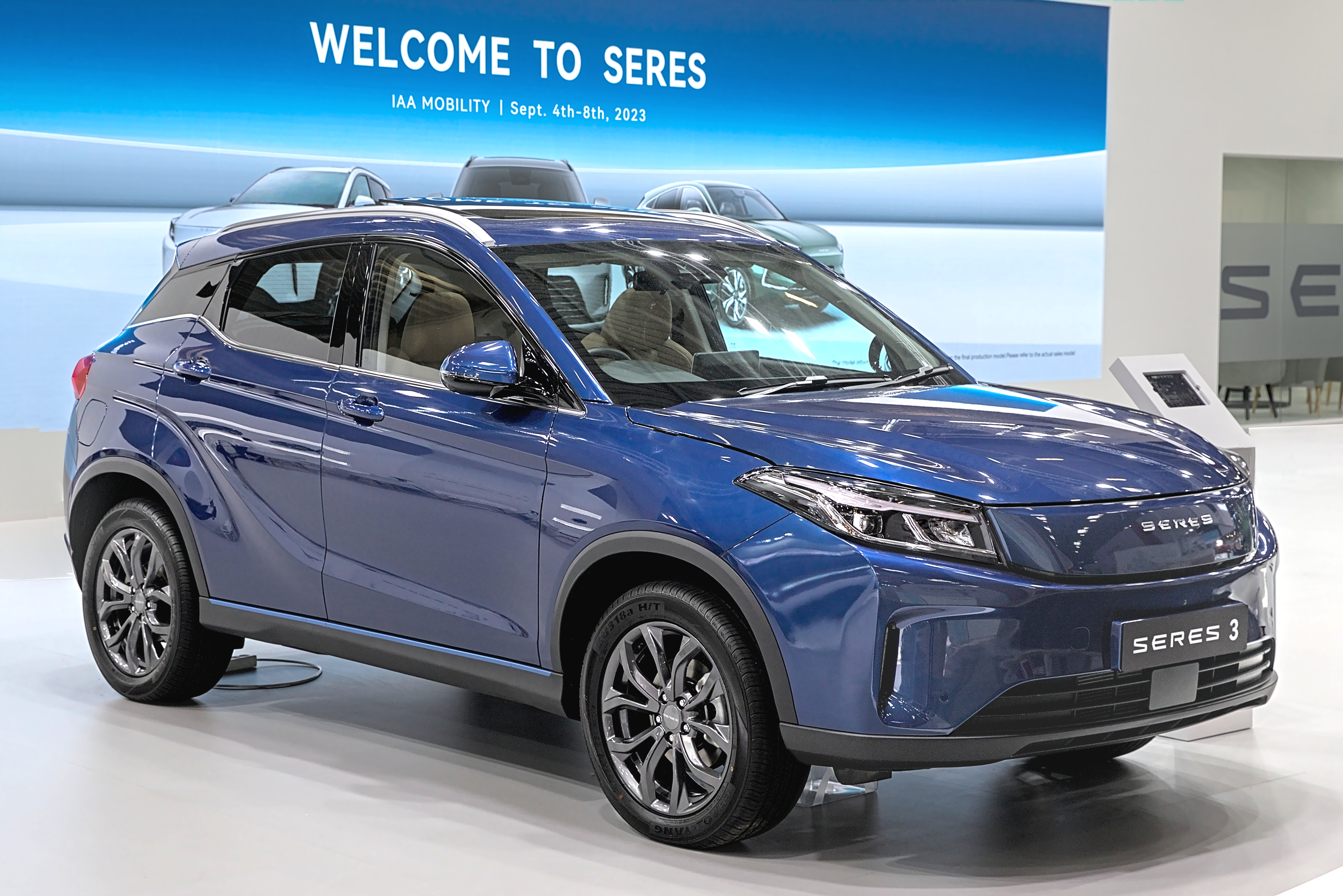
سيريس 3

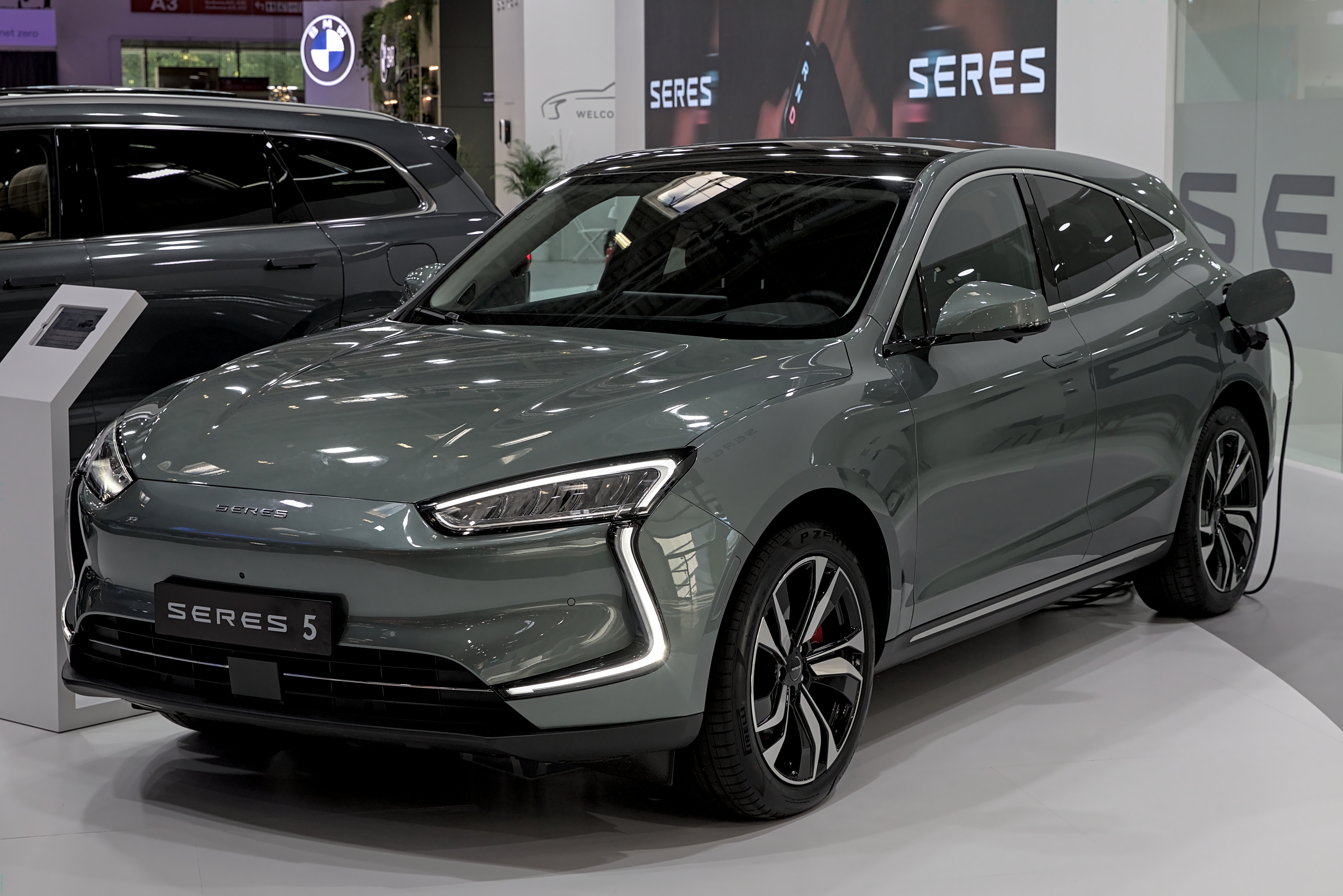
سيريس 5

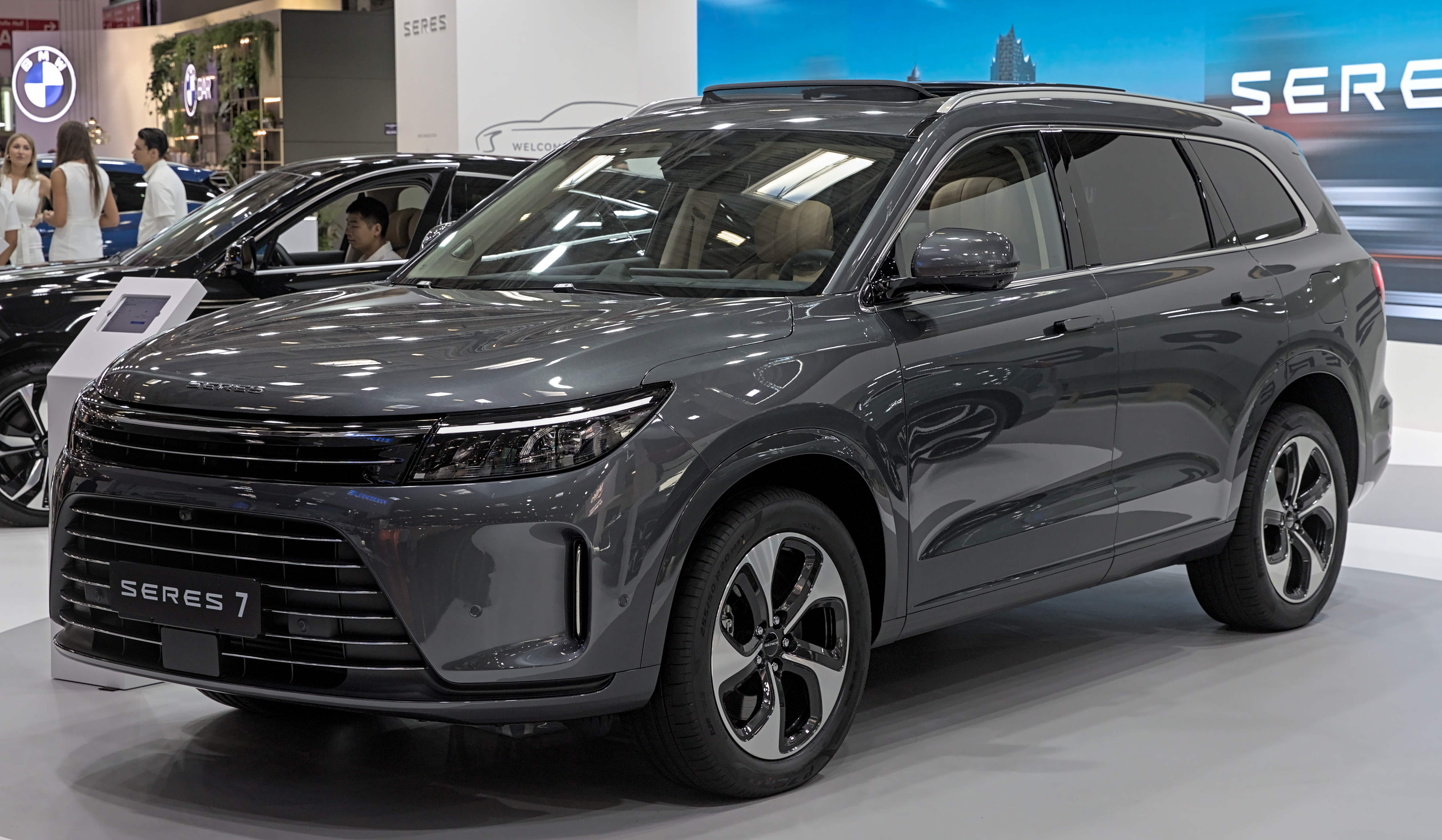
سيريس 7

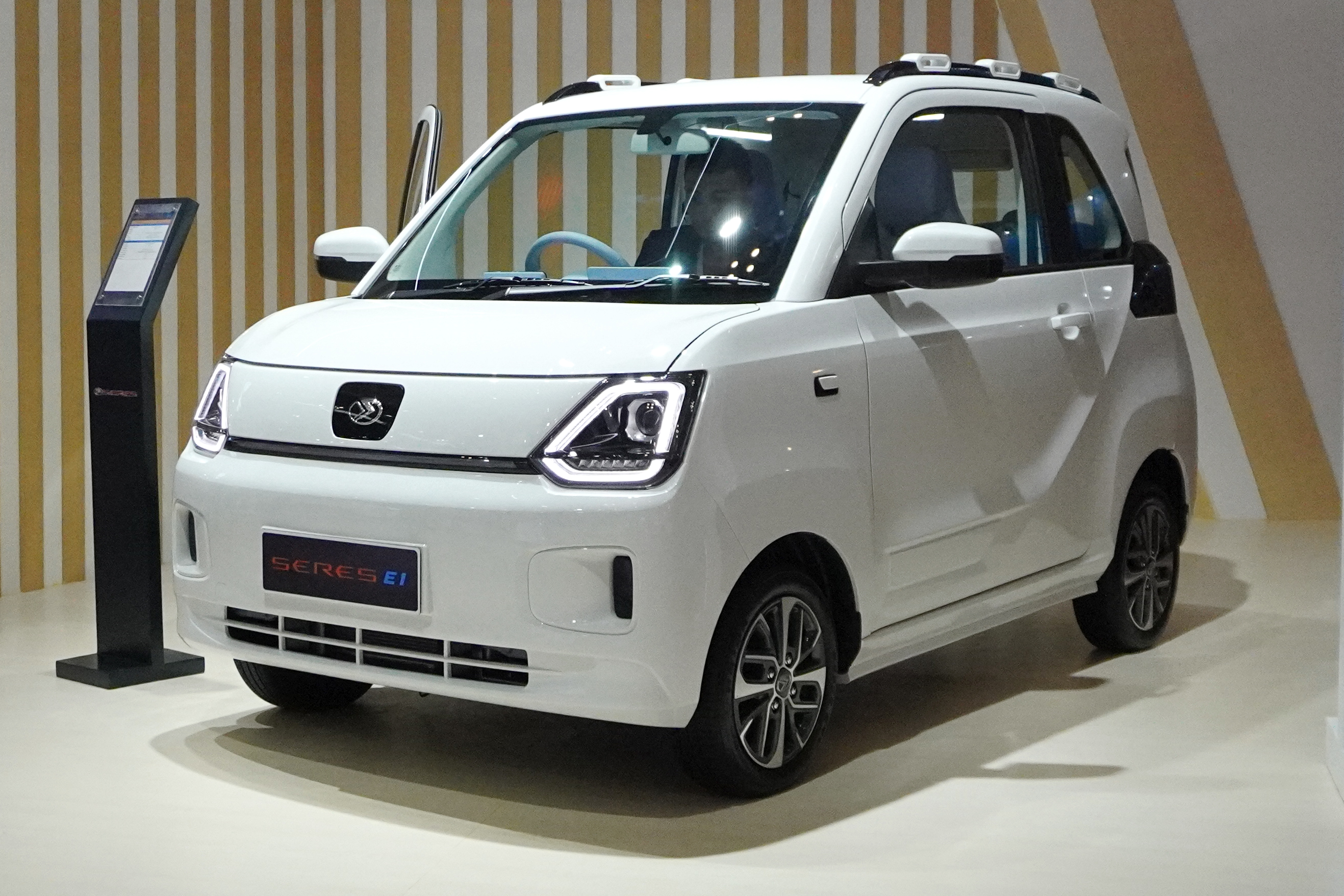
سيريس إي 1

### أيتو
أيتو هي علامة تجارية تتعاون فيها شركة سيريس للسيارات مع هواوي لإنتاج السيارات الكهربائية الذكية. تتصدر شركة هواوي تصميم نماذج أيتو بينما تقوم شركة سيريس بالإنتاج. يتم تشغيله فقط في السوق الصيني.
كانت العلامة التجارية أيتو مملوكة لسيريس ولكن تم بيعها لهواوي في يونيو 2023.

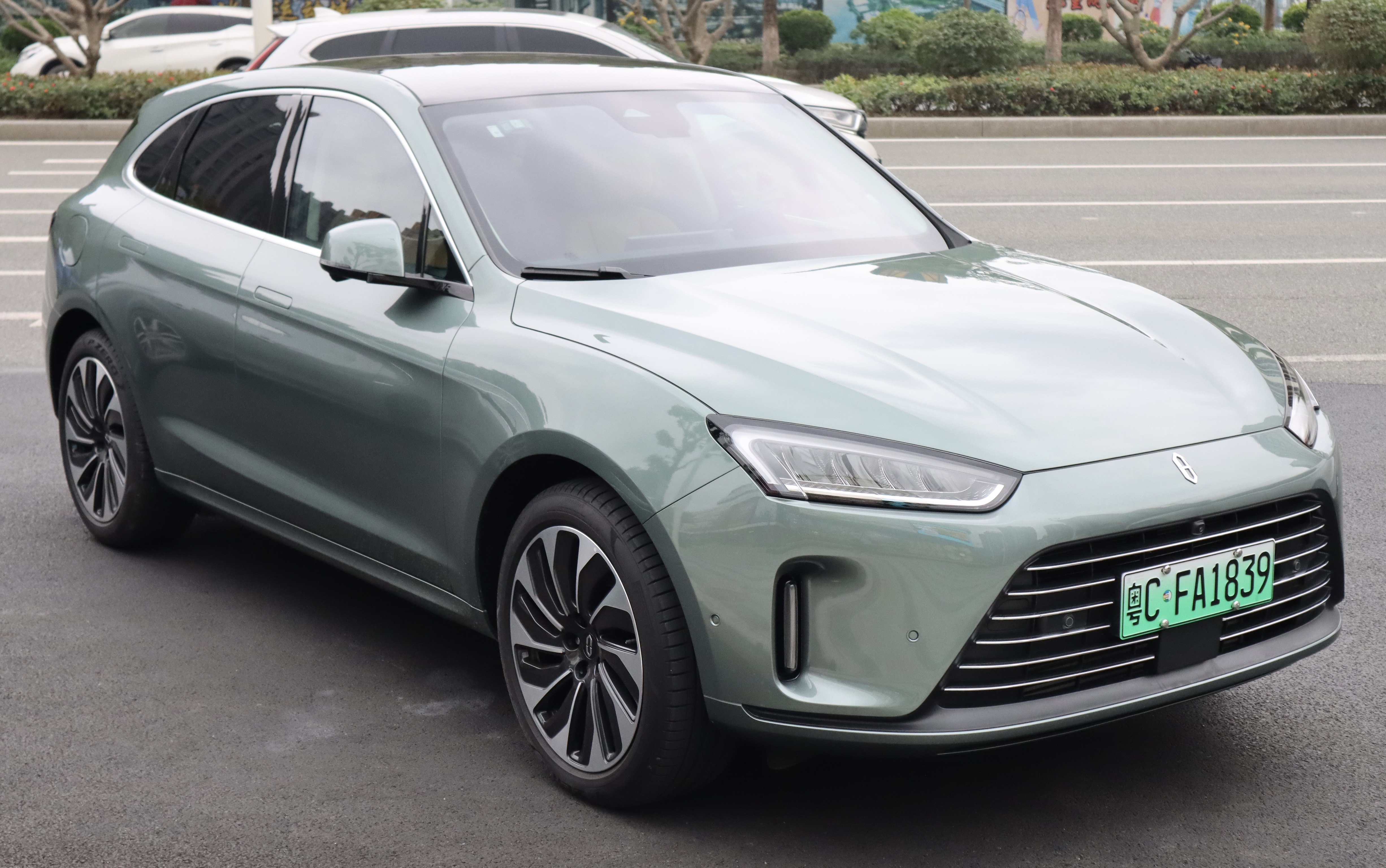
أيتو إم 5

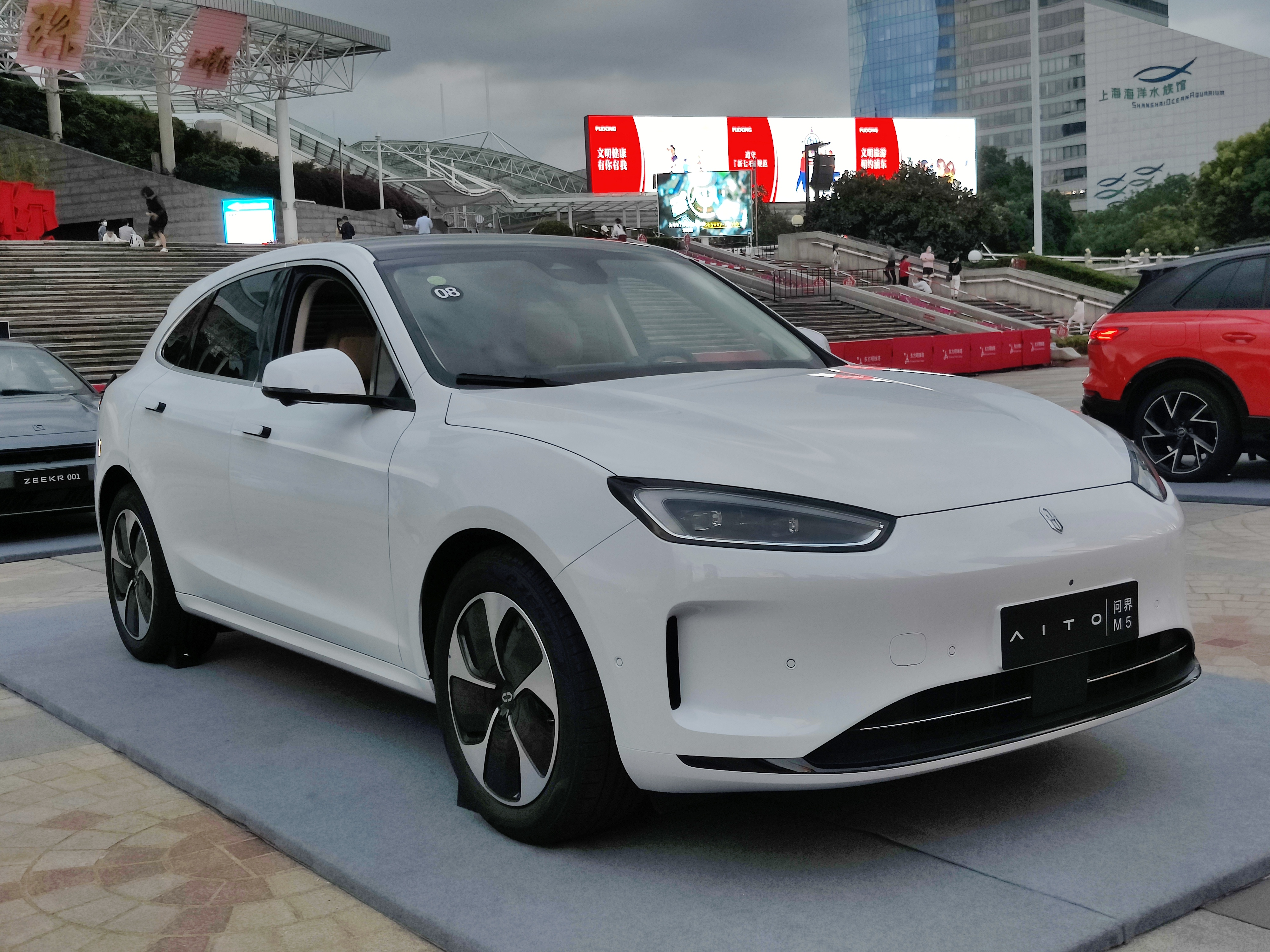
أيتو إم 5 إي في

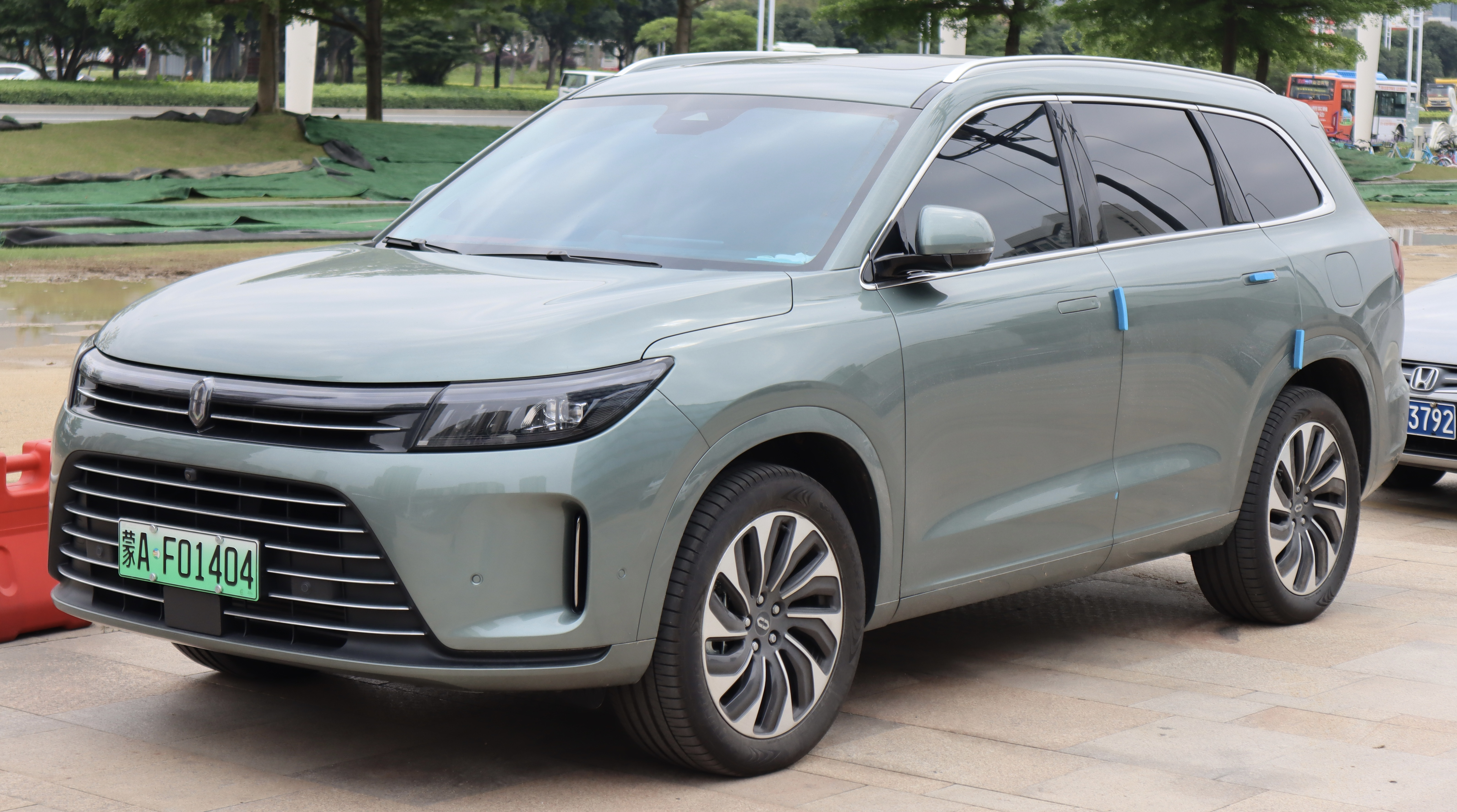
أيتو إم 7

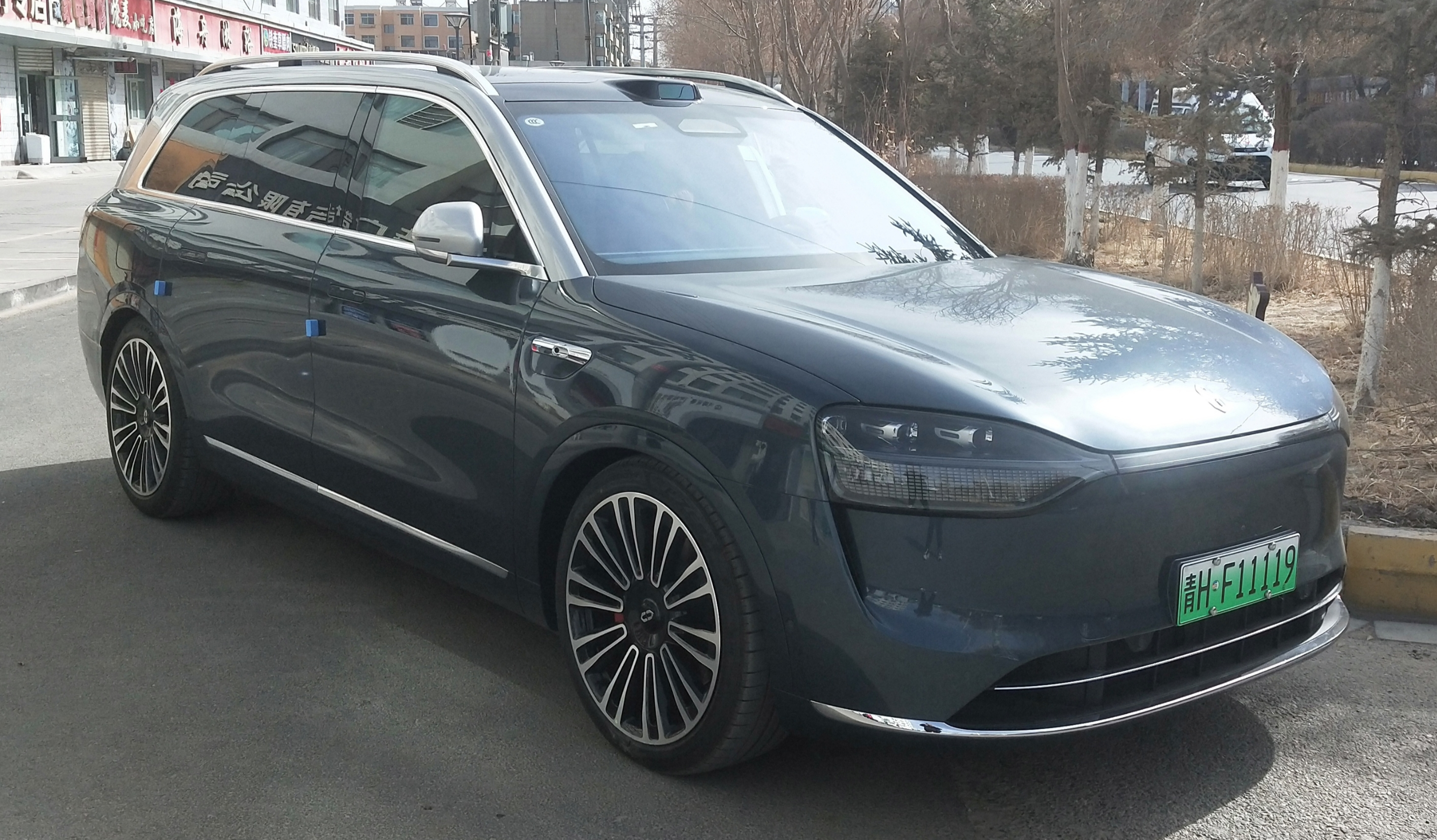
أيتو إم 9

### لانديان
لانديان هي العلامة التجارية سيريس للسيارات الكهربائية ذات الميزانية المحدودة والتي تم الكشف عنها في مارس 2023. كلمة لانديان تعني حرفيا الكهرباء الزرقاء (蓝电) باللغة الصينية.
- لانديان إي 5 (2022 إلى الوقت الحاضر)، سيارة الدفع الرباعي المدمجة، طراز بي إتش إي في المعاد تسميته من فينغون 580.[29]
- لانديان إي 3 (2023 إلى الوقت الحاضر)، سيارة الدفع الرباعي صغيرة الحجم، أعيدت تسميتها فينغون إي 3.

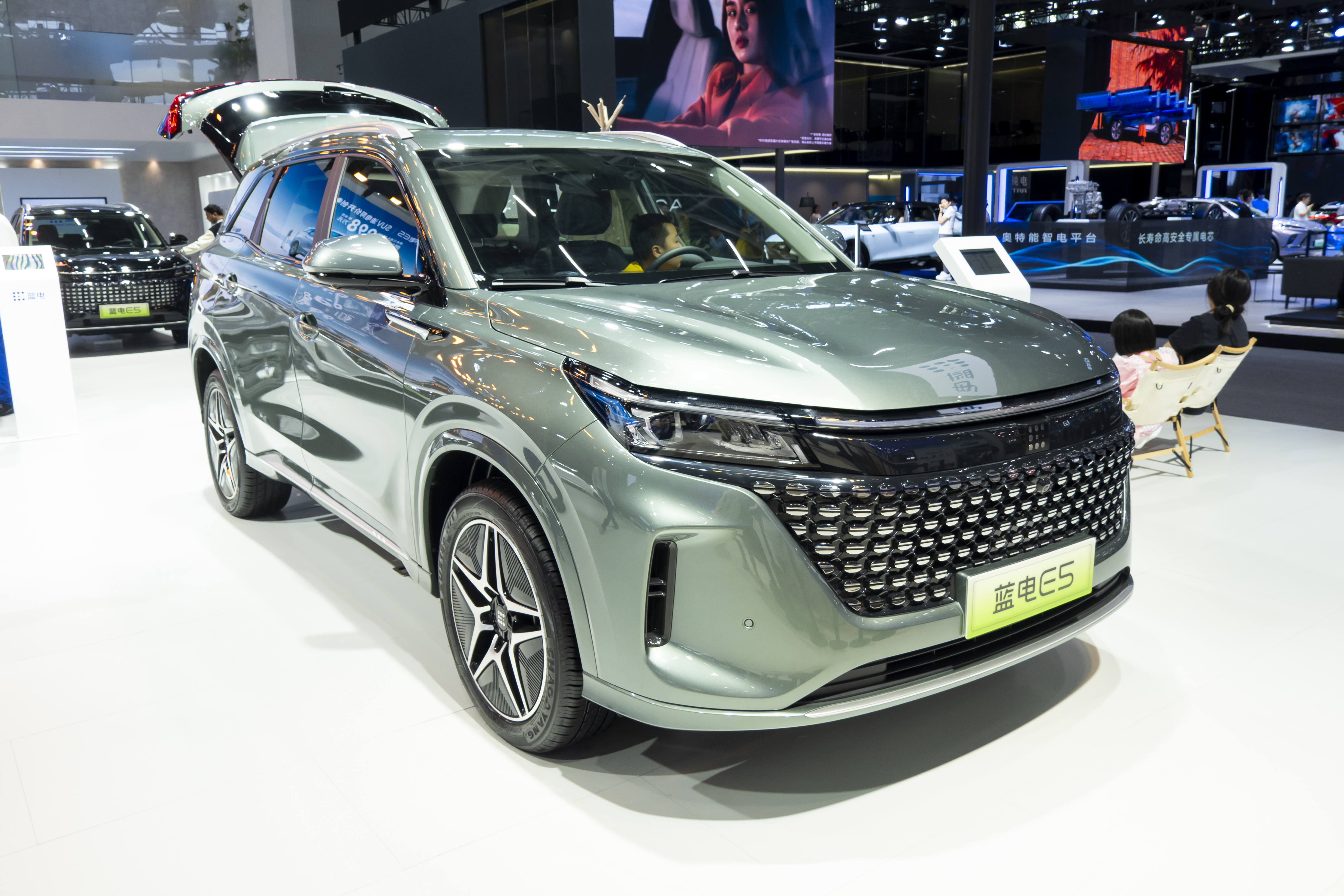
لانديان إي 5

## تصور
- تصور سيريس إس إف 6 (2018)
- تصور سيريس إس إف 7 (2018)

## انظر أيضّاً
دفسك موتور

## وصلات خارجية
الموقع الرسمي